# Malanzán
Malanzán es la localidad cabecera del departamento General Juan Facundo Quiroga, en el tercio inferior oriental de la provincia de La Rioja, Argentina, caracterizada por la actividad agrícola y el turismo. La localidad está emplazada en cercanías de la ruta provincial N.º 29 que la vincula con la localidad de Solca.
Es el "Rincón de las Sierras de los Llanos", y para los riojanos Malanzán es el corazón de "La Ruta de los Caudillos".
Como cabecera del departamento, en Malanzán se concentran la mayoría de las entidades oficiales y de servicios públicos. Cuenta con varios institutos educativos de distintos niveles, tanto rurales como urbanos, y un hospital público distrital.

## Geografía
Se encuentra al naciente de las sierras de los Llanos, en un enclave de clima árido, con veranos calurosos e inviernos suaves, muy escasas lluvias y probabilidad de heladas tempranas; a 190 km al sudeste de la ciudad capital de La Rioja, y a unos 1120 km de la ciudad de Buenos Aires.

## Población
Cuenta con 1,335 habitantes (Indec, 2010), lo que representa un incremento del 9,4% frente a los 1,220 habitantes (Indec, 2001) del censo anterior.
| Gráfica de evolución demográfica de Malanzán entre 1960 y 2010 |
|                                                                |
| Fuente: Censos nacionales del INDEC                            |

## Historia
Aquí existía un antiguo pueblo indígena, de la nación olongasta, fracción de los paziocas, también llamados diaguitas.
En 1589 ya llegan asentamientos españoles los que no logran afianzarse debido a la revuelta de los indios Atiles como parte de las Guerras Calchaquíes abandonando el lugar.
Pero es a fines del siglo XVII cuando se establece una población definitiva: el alférez Pedro de Ávila obtiene de la corona en merced real, y por mérito de sus servicios, las aguadas de Malanzán y el potrero de Yatgult, los que incrementa con la compra a Tomás Gómez Camargo de otras tierras contiguas, las de Ichán y Puluchán. Así formó una estancia de una gran extensión de tierras dedicada a la cría de ganado bovino y mular la que llamó "San Juan de los Llanos", fijando su cabecera alrededor de la aguada de Malanzán, donde se establece con su esposa Juana Sánchez de Balderrama, sus hijos e indios de servicio. Allí consta que se encuentra establecido y poblando ya en el año 1687.
Años después, Ávila recibió el otorgamiento del título de las tierras de Malanzan y Yatgult en nombre del Rey y por el gobernador Esteban de Urizar y Arespacochaga con fecha 24 de noviembre de 1710, formalizando de este modo su pertenencia. Inmediatamente comenzó con la construcción de la iglesia, la que fuera terminada luego de su muerte por parte de sus hijos antes de 1750. Esta capilla —de adobe con cimientos en piedra y ladrillones— comenzó sus actividades a mediados del siglo XVIII; su ubicación estratégica, unida a la concurrencia de los feligreses de los campos contiguos, hizo que fuese elevada a la categoría de viceparroquia, residencia del sacerdote y centro de la actividad administrativa de la Costa Alta de los Llanos. Se encontraba destruida ya para fines del siglo XIX, por lo que demandó su reconstrucción a comienzos del siglo XX, aunque sin conservar sus lineamientos originales.
Para el año 1767 era ya una pequeña aldea que contaba con 86 habitantes, 69 de ellos adultos, todos nietos del vecino fundador Pedro de Ávila a través de los matrimonios de sus muchos hijos e hijas, entre los que se cuentan las familias Francisco Xavier Peñaloza, Francisco Vera, Vergara, Fernández Cabezas, Manuel Rivero —portugués— y los Yacanto, todas de origen hispánico salvo la última. Para esa época ya contaba con un alcalde de la Santa Hermandad, cuya función era resolver los conflictos entre particulares a modo de un juzgado de primera instancia. En 1795 la vieja estancia de San Juan de los Llanos se encontraba dividida entre los descendientes del vecino fundador, contando con una población de 230 habitantes, sumados el poblado de Malanzán, alrededores de la capilla y el vecino potrero que rodeaba la aguada de Yatgult.
Los comienzos del siglo XX significaron un momento de prosperidad económica para el pueblo, incrementando notablemente la población por inmigrantes de distritos vecinos, incentivados por los precios que lograba el ganado y sus derivados —grasa, sebo y cueros— así como una próspera y creciente industria del tejido de lana y sus derivados —ponchos, colchas y vestimentas— por parte de las mujeres del pueblo la que se practicaba en telares.
Para 1820 consta ya que se llevaba a cabo la enseñanza de primeras letras en una escuela manejada por particulares. Para ese tiempo comenzaron las guerras civiles en toda la provincia de La Rioja, siendo Malanzán la cabecera política principal del movimiento federal encabezado por el caudillo Juan Facundo Quiroga y posteriormente por Ángel Vicente Peñaloza, alias "el Chacho".
Culminadas las guerras civiles, la sequía que duró hasta fines del siglo XIX causó estragos en la actividad ganadera de los Llanos. Pese a las fuertes iniciativas del gobierno nacional, que brindó a la educación y fomento de la zona, la situación provocó el éxodo de muchas familias a establecerse en la ciudad de La Rioja.
A comienzos del siglo XX, con la ayuda de la Nación y por iniciativa de notables educadores oriundos de Malanzán, se construyó un establecimiento educativo modelo para la zona, reconstruyéndose además la iglesia, que es la que se puede contemplar en estos días.

## Turismo
La localidad de Malanzán cuenta con servicios básicos de hotelería y gastronomía, dado que el desarrollo de esta actividad es incipiente.

### Atractivos turísticos
- Cerro El Elefante: Su nombre deriva del parecido con este animal, conformado de granito rosado, es uno de los atractivos centrales de la cabecera.
- Reserva provincial de usos múltiples Guasamayo, en la cual se encuentran figuras naturales de piedra como el Loro, el Honguito, entre otras.
- Museo Runa Huasi: Es el único museo del departamento y exhibe más de 1000 piezas arqueológicas de la cultura olongasta además de valiosas piezas paleontológicas y minerales. Creado por el párroco Luis Pradella en conjunto con unos alumnos del Instituto de Medio Ambiente,uno de ellos José Ceferino Montivero.[5]
- Semana de Facundo Quiroga: Las fiesta de la semana del departamento se realizan en el mes de diciembre, el día 12 de diciembre fue instaurado por la ley provincial como Día del Departamento General Juan Facundo Quiroga, este año se celebró el aniversario n.º 141. En el mes de febrero se conmemora el asesinato del caudillo riojano con una semana de actividades que concluyen con un acto central en la localidad de San Antonio, lugar de nacimiento del Tigre de los llanos.
- Fiestas tradicionales: El 6 de enero se realiza la Fiesta del "Divino Niño". En febrero y septiembre se realizan las fiestas patronales de la "Virgen de Copacabana" patrona del lugar. A fines del mes último se celebra el Festival de la Navidad Llanista.

### Gastronomía
En la localidad se puede deleitar chivito asado, empanadas, pan casero y vinos; dulces y nueces de la zona. Se pueden visitar casas de familia, conociendo sobre la cultura local. A diferencia de otras localidades de la provincia de La Rioja, la elaboración local de vinos es muy escasa, dadas las condiciones geográficas y climáticas del lugar. Es más significativa la producción de dulces caseros tales como, el dulce de durazno, membrillo, uva, arrope de uva, higo, entre otros.
Hacia fines de primavera aproximadamente comienza a venderse lo que se conoce como "Quesillo" que es queso de cabra fresco elaborado artesanalmente. El quesillo de cabra acompañado con arrope de uva o tuna es uno de los postres típicos de la región.

## Personalidades
- Ángel Vicente «Chacho» Peñaloza (1798-1863), caudillo y militar federal argentino.
- Ricardo Vera (1835-1890), militar argentino, nacido en Tama (a 50 km de Malanzán) y muerto en Malanzán. Recordado por haber asesinado personalmente a su pariente, el caudillo Chacho Peñaloza, quien le había entregado su última arma: un puñal.
- Rosario Vera Peñaloza (1873-1950), fundadora de varios jardines de infantes de la Argentina, nacida en el pueblito de Atiles, a 9 km de Malanzán.
- Juan Zacarías Agüero Vera (1888-1943), abogado, escritor, periodista y político; ejerció como gobernador de la provincia de La Rioja entre 1926 y 1930.
- Paulino Orihuela (1782-1841), hacendado, militar y político; ejerció como gobernador de la provincia de La Rioja en dos oportunidades, entre 1831 y 1841.
- Vicente Mota (provincia de La Rioja, ca. 1805 – Solca partido de los Llanos, 8 de agosto de 1851) fue un militar y político argentino, que ejerció como Gobernador de la provincia de La Rioja entre los años 1846 y 1848; tras su derrocamiento fue fusilado.:

## Sismicidad
La sismicidad de la región de La Rioja es frecuente y de intensidad baja, y un silencio sísmico de terremotos medios a graves cada 30 años en áreas aleatorias.